# Zaułek Ruski
Zaułek Ruski (biał. Завулак Рускі; ros. Заулок Русский) – wieś na Białorusi, w obwodzie witebskim, w rejonie głębockim, w sielsowiecie Psuja.
W dwudziestoleciu międzywojennym dwie wsie: Zaułek i Zaułek Litewski. Leżały one w Polsce, w województwie wileńskim, w powiecie dziśnieńskim, w gminie Prozoroki. Położone były w pobliżu granicy ze Związkiem Sowieckim.